# وایت هال (آرکانزاس)
وایت هال (آرکانزاس) (به انگلیسی: White Hall, Arkansas) یک شهر در ایالات متحده آمریکا با جمعیت ۵٬۵۲۶ نفر است که در آرکانزاس واقع شده‌است.

## موقعیت جغرافیایی
موقعیت جغرافیایی شهرها و مناطق اطراف به شرح زیر است: